# Eurycyde flagella
Eurycyde flagella là một loài nhện biển trong họ Ascorhynchidae. Loài này thuộc chi Eurycyde. Eurycyde flagella được miêu tả khoa học năm 2000 bởi Nakamura & Chullasorn.